# Léo Matos
Leonardo de Matos Cruz, noto come Léo Matos (Niterói, 2 aprile 1986), è un ex calciatore brasiliano, di ruolo difensore o centrocampista.

## Caratteristiche tecniche
Gioca come centrocampista laterale destro, ma può essere impiegato sia come terzino, che come ala anche sulla fascia sinistra.

## Carriera

### Nazionale
In un'intervista al sito ufficiale del suo club si è dichiarato disponibile a vestire la maglia della Nazionale ucraina nel caso venisse convocato.

## Palmarès

### Club

#### Competizioni nazionali
- Coppa di Grecia: 3

PAOK: 2016-2017, 2017-2018, 2018-2019
- Campionato greco: 1

PAOK: 2018-2019